# Bảng phạm vi
Một Bảng phạm vi là một danh sách các góc của độ cao mà một nòng súng pháo cụ thể cần được thiết lập, để tấn công mục tiêu ở một khoảng cách cụ thể với một viên đạn có trọng lượng riêng sử dụng hộp đạn đẩy có trọng lượng riêng. Chúng được sử dụng trong nhiều thế kỷ bởi các lực lượng pháo binh dã chiến và hải quân của nhiều quốc gia cho đến khi dần được thay thế bằng các hệ thống điều khiển hỏa lực được vi tính hóa bắt đầu từ sau Thế chiến II.

## Bảng phạm vi cho súng trường 3 inch của Mỹ, các mẫu 1902-1905
Những khẩu pháo này đã sử dụng hộp đạn "cố định" tiêu chuẩn với đạn pháo 15 pound, do đó tạo nên bảng kê duy nhất áp dụng cho tất cả đạn dược của nó.

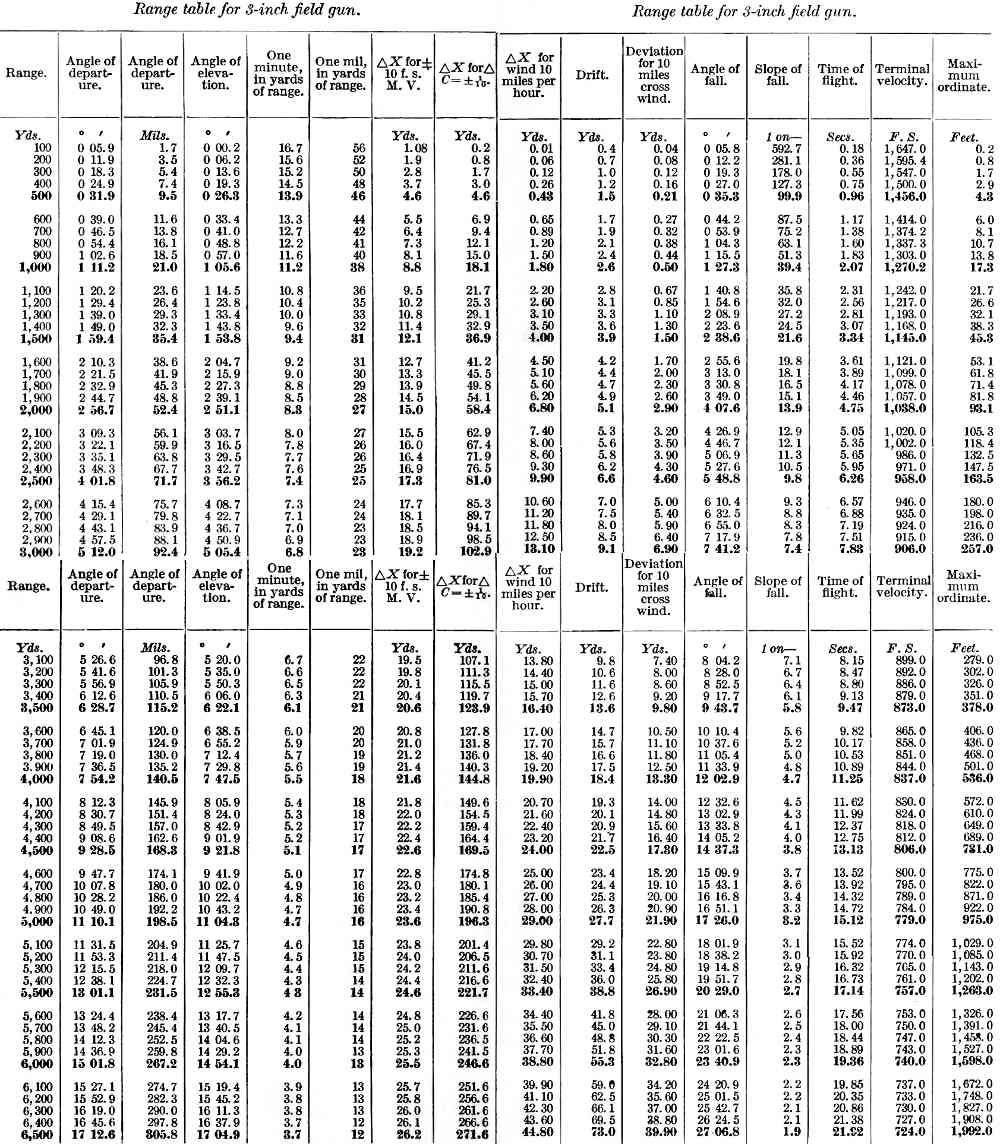
Bảng phạm vi cho súng trường 3 inch của Mỹ, các mẫu 1902-1905

## Bảng phạm vi cho Mortar Stokes 3 inch của Anh, 1917
Nhiều loại nhiên liệu đẩy khác nhau đã được sử dụng để đạt được phạm vi yêu cầu, góc độ rơi xuống và thời gian bay. Đây là bảng mẫu chuẩn của súng cối và pháo.
(Tạm thời) Phạm vi Bảng Đối với Cối 3-Inch Stokes, in vào tháng năm 1917.
Thuốc súng: 95 hạt thuốc súng không khói, tiêu hao: 5 hạt, 1 sợi Nitrocellulose
Vòng bắn: 110 hạt, 1 khối cordite 0,3 mm
Đạn: 1 quả, 10 Pound 11 oz
|         | Chỉ hộp thuốc súng | Chỉ hộp thuốc súng | 1 Vòng bay    | 1 Vòng bay | 2 Vòng bay    | 2 Vòng bay | 3 Vòng bay    | 3 Vòng bay | 4 Vòng bay    | 4 Vòng bay |
| Phạm vi | Thời gian bay      | Phạm vi            | Thời gian bay | Phạm vi    | Thời gian bay | Phạm vi    | Thời gian bay | Phạm vi    | Thời gian bay |            |
| degs    | yds                | secs               | yds           | secs       | yds           | secs       | yds           | secs       | yds           | secs       |
| ------- | ------------------ | ------------------ | ------------- | ---------- | ------------- | ---------- | ------------- | ---------- | ------------- | ---------- |
| 45      | 240                | 7·1                | 420           | 9·6        | 550           | 11·6       | 660           | 13·2       | 800           | 15·0       |
| 50      | 233                | 7·6                | 411           | 10·4       | 538           | 12·5       | 649           | 14·3       | 780           | 16·2       |
| 52      | 228                | 7·8                | 404           | 10·7       | 530           | 12·9       | 639           | 14·7       | 767           | 16·6       |
| 54      | 222                | 8·0                | 395           | 10·9       | 518           | 13·2       | 626           | 15·1       | 748           | 17·0       |
| 56      | 215                | 8·2                | 384           | 11·2       | 503           | 13·5       | 608           | 15·4       | 726           | 17·4       |
| 58      | 207                | 8·4                | 371           | 11·4       | 486           | 13·8       | 589           | 15·8       | 701           | 17·8       |
| 60      | 197                | 8·5                | 357           | 11·7       | 467           | 14·1       | 567           | 16·1       | 672           | 18·2       |
| 61      | 193                | 8·6                | 349           | 11·8       | 457           | 14·3       | 554           | 16·3       | 656           | 18·4       |
| 62      | 187                | 8·7                | 340           | 11·9       | 445           | 14·4       | 542           | 16·4       | 640           | 18·5       |
| 63      | 182                | 8·8                | 332           | 12·0       | 434           | 14·5       | 528           | 16·6       | 623           | 18·7       |
| 64      | 176                | 8·8                | 323           | 12·1       | 422           | 14·6       | 514           | 16·7       | 605           | 18·8       |
| 65      | 170                | 8·9                | 313           | 12·2       | 409           | 14·8       | 499           | 16·9       | 586           | 19·0       |
| 66      | 164                | 9·0                | 303           | 12·3       | 396           | 14·9       | 483           | 17·0       | 567           | 19·1       |
| 67      | 158                | 9·0                | 292           | 12·4       | 383           | 15·0       | 468           | 17·1       | 547           | 19·2       |
| 68      | 152                | 9·1                | 281           | 12·5       | 369           | 15·1       | 451           | 17·2       | 526           | 19·4       |
| 69      | 145                | 9·2                | 270           | 12·5       | 354           | 15·2       | 434           | 17·4       | 505           | 19·5       |
| 70      | 138                | 9·2                | 259           | 12·6       | 339           | 15·3       | 416           | 17·5       | 483           | 19·6       |
| 71      | 131                | 9·2                | 247           | 12·7       | 324           | 15·4       | 398           | 17·6       | 460           | 19·7       |
| 72      | 124                | 9·3                | 235           | 12·8       | 308           | 15·5       | 379           | 17·7       | 437           | 19·8       |
| 73      | 117                | 9·3                | 223           | 12·9       | 292           | 15·5       | 360           | 17·8       | 413           | 19·9       |
| 74      | 109                | 9·4                | 210           | 12·9       | 275           | 15·6       | 340           | 17·9       | 389           | 20·0       |
| 75      | 102                | 9·4                | 197           | 13·0       | 259           | 15·7       | 320           | 18·0       | 364           | 20·1       |